# Садове (Черняховський район)
Садове (рос. Садовое) — селище Черняховського району, Калінінградської області Росії. Входить до складу Калузького сільського поселення.
Населення —  10 осіб (2015 рік). 

## Населення
| 1910 | 1933 | 1939 | 2010 |
| ---- | ---- | ---- | ---- |
| 120  | ↘112 | ↗215 | ↘10  |